# Nice Cup of Tea and a Sit Down
«Nice Cup of Tea and a Sit Down» (Присесть и выпить чашечку чаю) — веб-сайт, на котором в основном обсуждаются чай и печенье, а контент включает новости и обзоры брендов печенья. Принадлежит и поддерживается Стюартом Пейном и его женой Дженни Пейн, которые живут в Кембридже (Англия). Также создатели сайта написали книгу по его мотивам с одноименным названием.

## «Nicey» и «Wifey»
Создатели сайта, Стюарт и Дженни Пэйн, наиболее известны под псевдонимами «Nicey» и «Wifey». По мере того, как популярность веб-сайта росла, Стюарт Пейн начал давать интервью в ведущих СМИ и стал «одним из самых востребованных в мире критиков печенья», при этом производители печенья присылали ему бесплатные образцы в надежде на положительный отзыв. Мнение Пейна было запрошено «Би-би-си» при запуске продаж в Великобритании ведущего американского печенья Oreo.

## Веб-сайт
Сайт с юмором рассматривает типично британские темы. Самые распространенные из них — чай, печенье, пирожные и посиделки за чаем. Данный веб-сайт был отмечен на сайте «Би-би-си» и в их еженедельной технологической телепрограмме Click, в газетах The Times, Daily Telegraph и The Guardian, а также в ток-шоу Richard & Judy. В сентябре 2006 года Британская библиотека предложила заархивировать сайт «Nice Cup of Tea and a Sit Down» наряду с другими социально значимыми веб-сайтами.

## Книга

Книга Nice Cup of Tea and a Sit Down

В качестве дополнения основатели выпустили книгу на тему сайта. Она состоит из следующих разделов:
- Хорошая чашка чая

Начинается с темы «Моя худшая чашка чая в жизни» и описывает различные сорта чая и методы их приготовления, включая обсуждение чайных пакетиков, чайников, заварочных чайников и кружек.
- Немного печенья

Основная часть книги включает технические определения всех видов печенья от простого Rich Tea до сложного, такого как Penguin, с советами как его хранить, макать в чай и получать удовольствие. В основном рассматриваются британские сорта печенья, последний раздел включает иностранные сорта, которые вышли на британский рынок, такие как Tim Tam или Leibniz. Приведенная в книге диаграмма Венна показывает совпадения и различия между категориями печенья, торта, хлеба, крекеров, шоколадного печенья и шоколадных плиток.
- Немного торта

Описываются торт Яффо, свадебный торт, капкейки, торты в пакетиках, имбирный торт и «Баттенберг», обсуждается глазурь и кандированная вишня.
- И присаживайтесь

Книга рекомендует за чашкой чая присесть в удобное кресло, даются советы и по другим ситуациям, связанным с чаем, в том числе как пить чай в движущихся транспортных средствах и в общественных местах, таких как кафе. Дается рекомендация проявлять осторожность с торговыми автоматами, а также обсуждаются рождественские каникулы.